# Compagnie de l'Ouest électrique

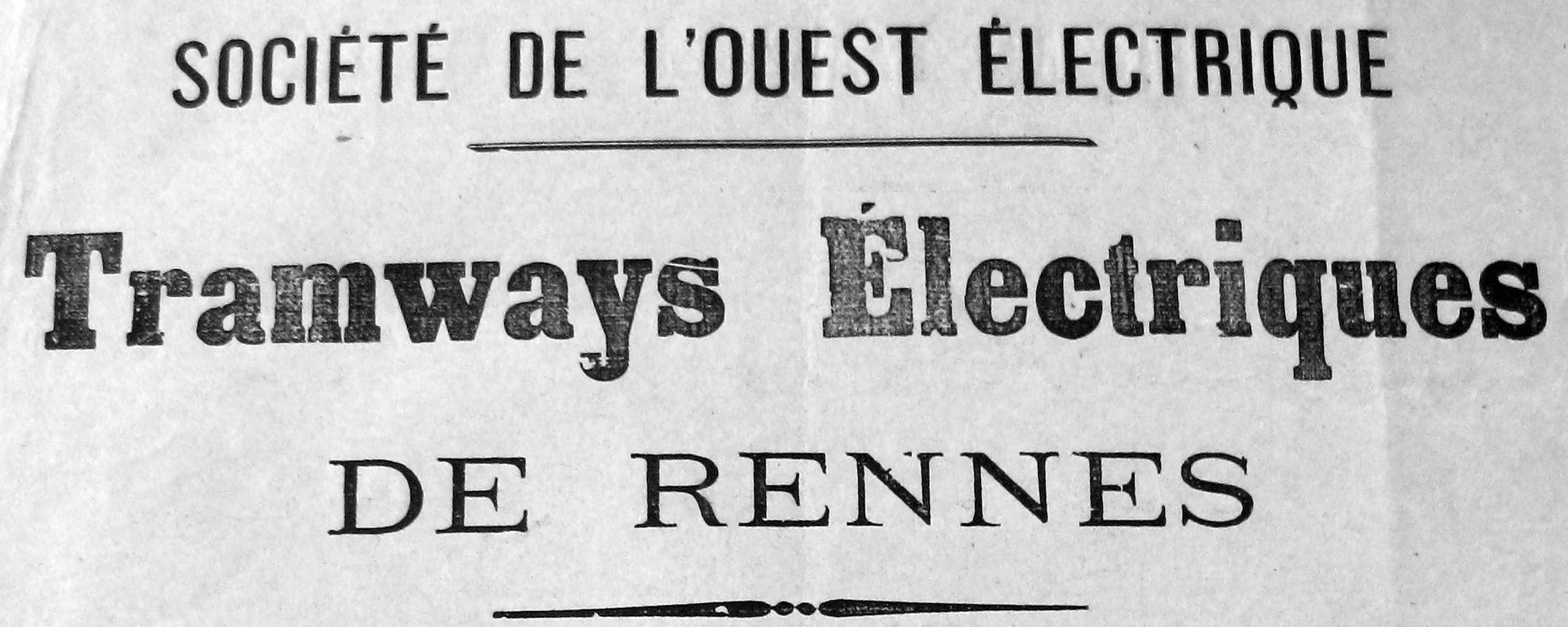
Extrait de l'affiche rennaise de la Compagnie de l'Ouest Électrique.

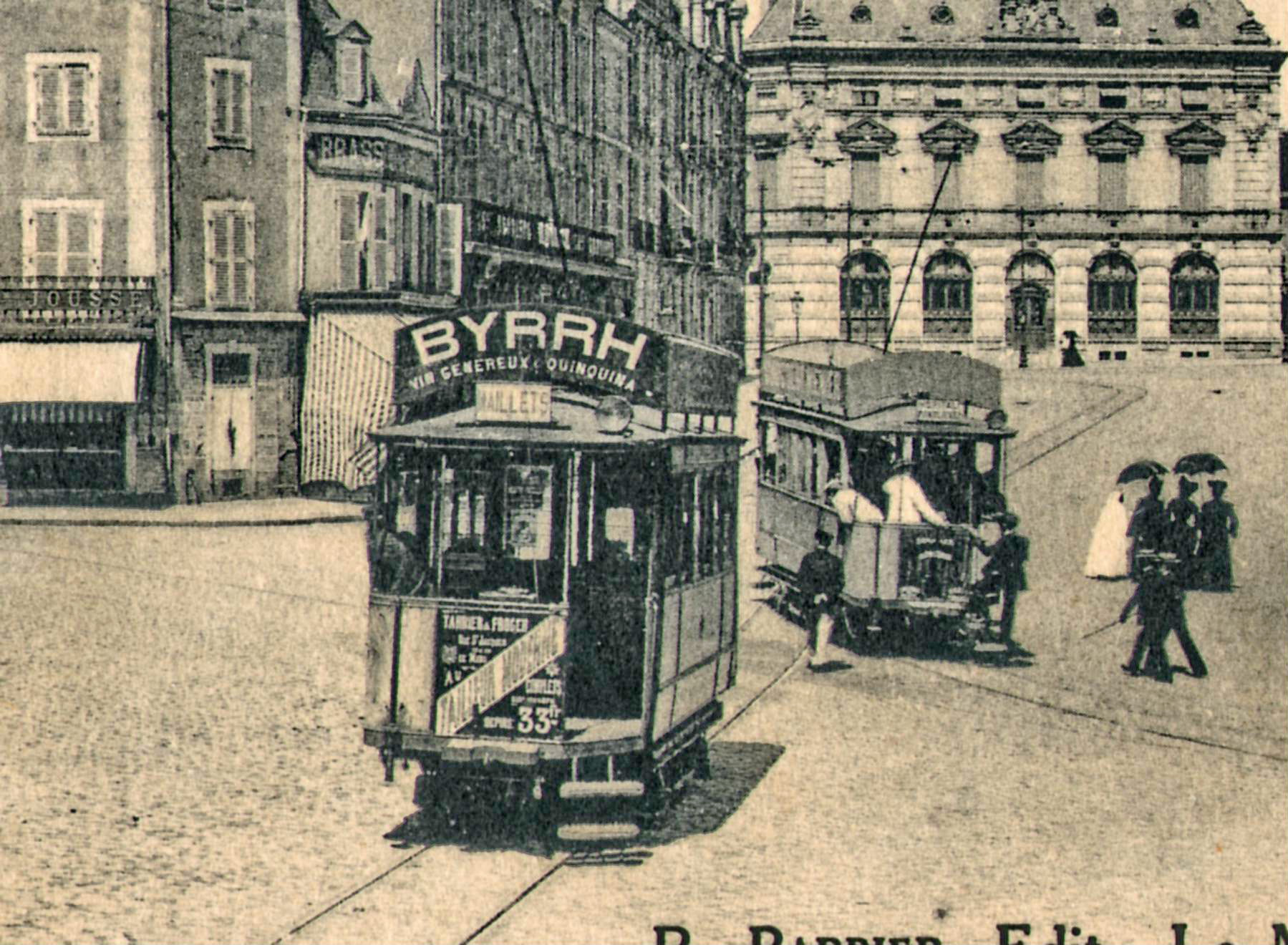
Tramway du Mans.

La Compagnie de l'Ouest Électrique (COE) était une société anonyme créée le 21 octobre 1896 par Ennemond Faye. 

## Histoire
La mission de la COE étant de réaliser puis d'exploiter du tramway du Mans. Elle se substitue à la Compagnie des tramways électriques du Mans créée le 23 juillet 1896 dont le siège se situe au 4, rue Grôlée à Lyon. 
Elle a reçu également la concession du réseau du tramway de Rennes — confiée à messieurs Faye et Grammont par décret du 27 mars 1897 — et l'exploite par l'intermédiaire d'une filiale, la Compagnie des tramways électriques rennais (TER) à partir du 8 février 1898.
En 1911, la COE est intégrée au groupe Les Exploitations Électriques.
Elle exploitera les réseaux de bus de Rennes et du Mans avec son trolleybus de 1944 à 1969.
Le 16 mars 1972, la concession du réseau de Rennes arrive à échéance : la COE conserve l'exploitation mais la ville de Rennes devient propriétaire des véhicules et infrastructures, tandis que le réseau prend son nom actuel, le service des transports en commun de l'agglomération rennaise (STAR).
Le 1er janvier 1974, le réseau du Mans passe sous le contrôle de la Communauté urbaine du Mans (CUM) et prend le nom de service des transports de l'agglomération mancelle (SETRAM) : comme à Rennes, la COE n'est plus que l'exploitant et la CUM devient propriétaire des véhicules et infrastructures.
Les années 1987 et 1988 sont fatales à la COE : le 25 janvier 1987, la Société des transports urbains rennais (STUR) est fondée et devient l'exploitant du réseau de Rennes et le 31 décembre 1988, c'est la concession du réseau du Mans qui prend fin : Une nouvelle entreprise, la Société d'économie mixte des transports en commun de l'agglomération mancelle (SETRAM) voit le jour à la place.